# Il tamburo di latta (film)
Il tamburo di latta (Die Blechtrommel) è un film del 1979 diretto da Volker Schlöndorff, tratto dall'omonimo romanzo di Günter Grass, vincitore della Palma d'oro come miglior film al 32º Festival di Cannes.

## Trama
Il film racconta la storia di Oskar, narratore in prima persona, che per protesta contro il mondo degli adulti si rifiuta di crescere a partire dal giorno del suo terzo compleanno, quando riceve in regalo un tamburo di latta. Dotato di un'intelligenza superiore e cinica, Oskar racconta la sua storia personale e familiare a Danzica, intrecciata con quella della Germania nel periodo compreso tra la fine della prima guerra mondiale e la fine della seconda guerra mondiale.
Nel suo corpo di bambino di 3 anni, asociale, problematico e sempre accompagnato dal suo tamburo di latta, Oskar vive varie esperienze tra cui, ad esempio, la morte di sua madre Agnes, intrappolata in un matrimonio con un uomo che non ama e disperata per la stranezza e la violenza innata del figlio. O, ancora, la morte di suo zio (nonché presunto padre) Jan Bronski e quella del suo odiato padre Alfred, morti delle quali Oskar è indirettamente responsabile. Venuti meno tutti i suoi legami familiari, eccezion fatta per la nonna Anna e il suo presunto fratellastro/figlio con la sua matrigna Maria, Oskar decide alla fine di seppellire il suo tamburo di latta col suo padre putativo e di riprendere la crescita fisica.

## Riconoscimenti
- 1979 - Festival di Cannes
  - Palma d'oro come miglior film (ex-æquo con Apocalypse Now)
- 1979 - Deutscher Filmpreis
  - Lola al miglior film
- 1980 - Premio Oscar
  - Miglior film straniero
- 1980 - National Board of Review
  - Miglior film straniero
- 1981 - Kansas City Film Critics Circle Awards
  - Miglior film straniero